# ناثانيل كليبورن
ناثانيل كليبورن (بالإنجليزية: Nathaniel Claiborne)‏ (و. 1777 – 1859 م) هو سياسي من الولايات المتحدة الأمريكية .
وهو عضو في الحزب الديمقراطي الأمريكي .